# Ana de Médici (1616-1676)
Ana de Médici (Florencia, 21 de julio de 1616-Viena, 11 de septiembre de 1676) fue una noble italiana, la séptima hija del gran duque Cosme II de Toscana y de la archiduquesa María Magdalena de Austria (hija de Carlos II de Estiria, archiduque de Austria, y de María Ana de Baviera, y nieta del emperador Fernando I de Habsburgo). 

## Matrimonio y descendencia
Por razones de conveniencia política, el 10 de junio de 1646 fue dada en matrimonio al archiduque austriaco Fernando Carlos de Habsburgo, conde del Tirol, que era su primo-hermano, por cuanto era hijo del archiduque Leopoldo V de Austria (hermano de su madre, María Magdalena) y de Claudia de Médici (hermana de Cosme II, su padre). Este matrimonio tuvo tres hijas: 
- Claudia Felicidad (30 de mayo de 1653-8 de abril de 1676), que fue la segunda esposa del emperador Leopoldo I.
- Una hija que murió al nacer (nació y murió el 19 de julio de 1654).
- María Magdalena (17 de agosto de 1656-21 de enero de 1669).